# Puchar Włoch w piłce nożnej (1989/1990)
Puchar Włoch 1989/90 – 43 edycja rozgrywek piłkarskiego Pucharu Włoch.

## Półfinały
- Juventus F.C. - AS Roma 2:0 i 2:3
- A.C. Milan - SSC Napoli 0:0 i 3:1

## Finał
- 28 lutego 1990, Turyn: Juventus F.C. - A.C. Milan 0:0
- 25 kwietnia 1990, Mediolan: A.C. Milan - Juventus F.C. 0:1